# Station Cros-de-Cagnes
Station Cros-de-Cagnes is een spoorwegstation in de Franse gemeente Cagnes-sur-Mer.